# Palanpur

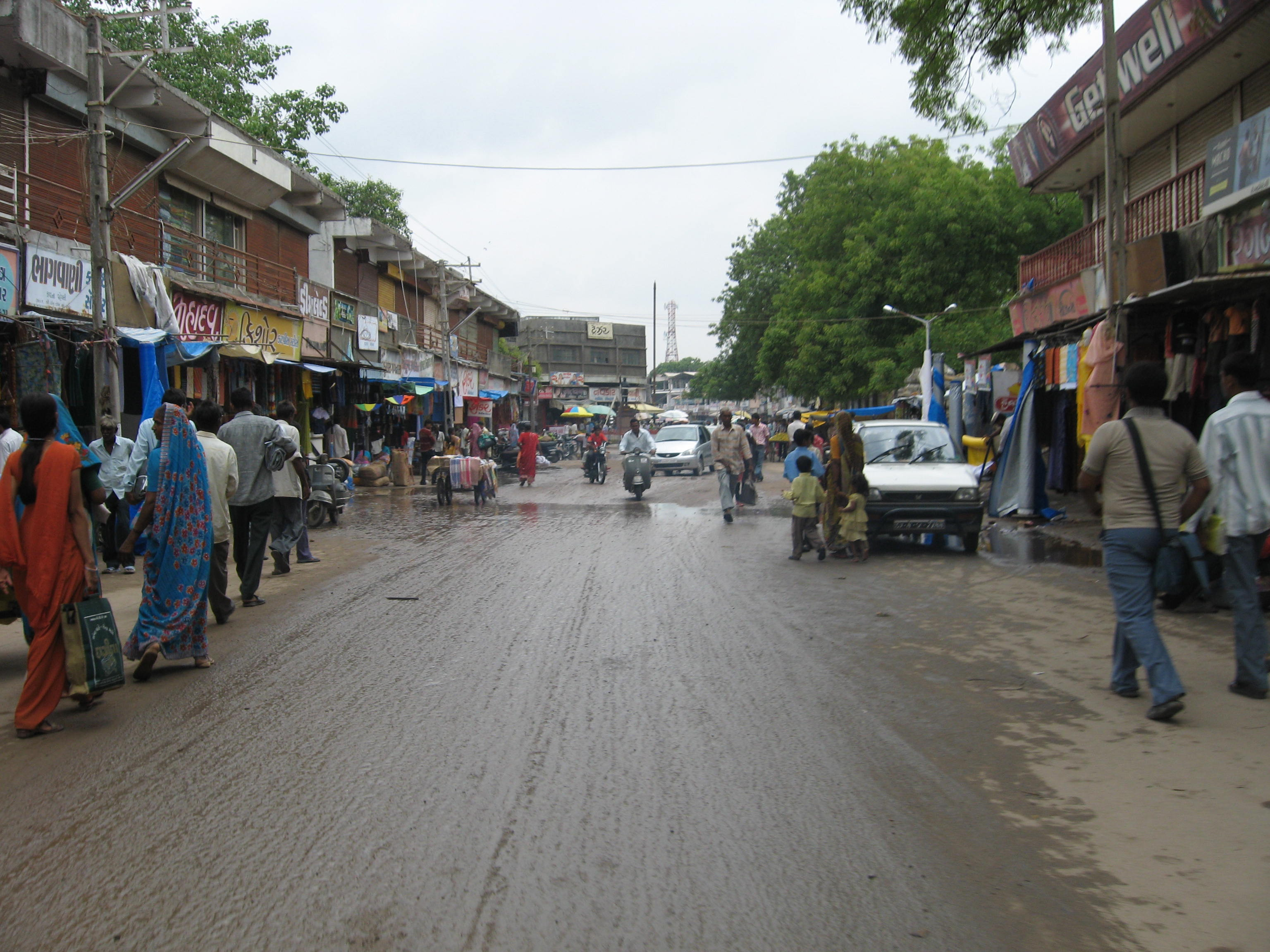
Gata i Palanpur.

Palanpur är en stad i delstaten Gujarat i västra Indien, och är administrativ huvudort för distriktet Banaskantha. Folkmängden uppgick till 122 344 invånare vid folkräkningen 2011, med förorter 141 592 invånare.